# 20 juillet dans les chemins de fer
20 juin 20 août
Chronologies thématiques
- Croisades
- Sports
- Disney

Cette page concerne les événements qui se sont déroulés un 20 juillet dans les chemins de fer.

## Événements

### XIXesiècle
- 1852 : en France, inauguration de la ligne de chemin de fer Paris-Strasbourg en présence du président Napoléon III[1].
- 1877 : aux États-Unis, des employés de la compagnie Baltimore and Ohio Railroad lancent une émeute à Baltimore. Neuf d'entre eux sont tués lorsque la police du Maryland essaie de faire cesser l'émeute.
- 1885 : au Viêt Nam, inauguration de la ligne de Saïgon à Mỹ Tho (Compagnie des chemins de fer garantis des colonies françaises)